# 커먼웰스역

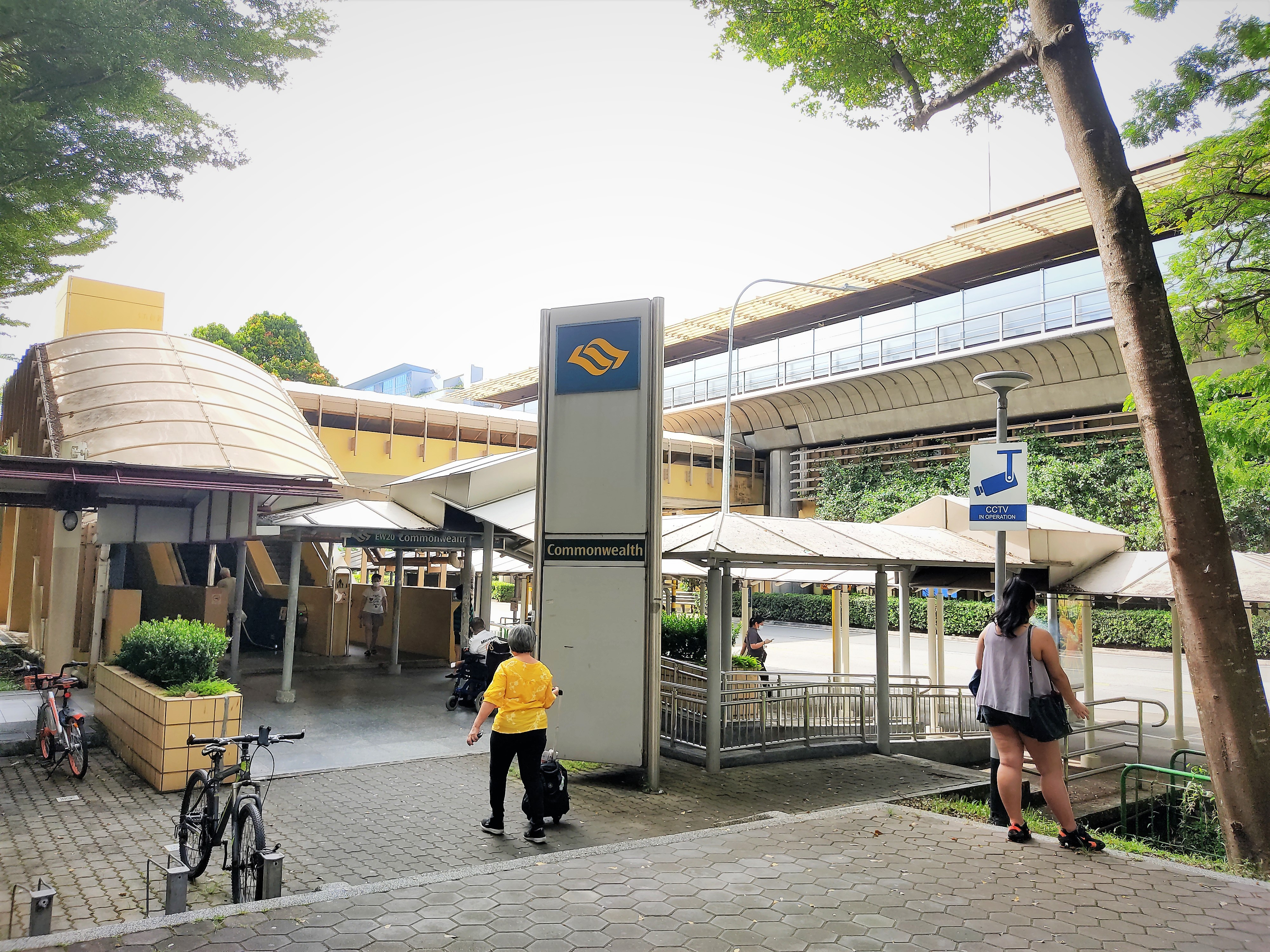

커먼웰스역(Commonwealth MRT station)은 싱가포르 퀸스타운 이스트 웨스트 노선의 지상 MRT(Mass Rapid Transit) 역으로, 커먼웰스 드라이브(Commonwealth Drive) 교차점 근처 커먼웰스 애비뉴(Commonwealth Avenue)에 위치해 있다. 이 역은 커먼웰스(Commonwealth)와 탱글린 홀트(Tanglin Halt)의 주거 지역에 서비스를 제공한다. 이 역은 뉴 타운 초등학교, CHIJ 켈록, 페이스 감리교회(Faith Methodist Church) 및 퀸스웨이 세컨더리 스쿨과 같은 기관 근처에도 있다. 같은 이름을 가진 주거 단지와 역은 1963년경에 건설된 커먼웰스 애비뉴(Commonwealth Avenue)의 이름을 따서 명명되었으며, 이는 다시 영국의 영연방의 영단어의 이름을 따서 명명되었다.